# The Mamas
The Mamas es un grupo de soul y góspel sueco-estadounidense, compuesto por Ashley Haynes (Washington D. C., 19 de enero de 1987), Loulou Lamotte (Malmö, el 16 de abril de 1981) y Dinah Yonas Manna (Estocolmo, 5 de septiembre de 1981). Una de las miembros fundadoras, Paris Renita, dejó el grupo en 2019.

## Carrera
El grupo comenzó su andadura conjunta cuando sus cuatro componentes realizaron los coros para «Too Late For Love», la candidatura John Lundvik para el Melodifestivalen 2019. Lundvik y The Mamas ganaron la competición y representaron a Suecia en el Festival de Eurovisión 2019 celebrado en Tel Aviv, Israel. La canción finalizó en 5.ª posición en la final, celebrada el 18 de mayo de 2019. 
A finales de 2019, se anunció que The Mamas (sin Paris Renita) regresaría al Melodifestivalen, esta vez con su propia propuesta: «Move». El trío actuó en la primera semifinal el 1 de febrero de 2020 en Linköping y se clasificaron directamente para la final del 7 de marzo, celebrada en el Friends Arena de Estocolmo. Finalmente, ganaron el certamen tras una reñida votación con Dotter, la segunda clasificada, por un único punto de diferencia en el televoto, ya que habían empatado en el jurado. Así, el trío consiguió el derecho de representar a Suecia en Eurovisión 2020, celebrado en Róterdam, Países Bajos. Sin embargo, el festival fue cancelado debido a la pandemia de COVID-19.

## Discografía
▪SENCILLOS
Move (2020)
Let it be (2020)
Move hogland remix (2020)
Coros too late for love (2019)
▪Álbumes 
Tomorrow is waiting (2020)
All i want for december (2020)